# 赫布兰德·巴克
赫布兰德·巴克（Gerbrand Bakker，1962年4月28日—），荷兰作家。其处女作《上面很安静》（Boven is het stil，2006年）为他赢得了国际IMPAC都柏林文学奖。巴克还是一位园丁，2006年取得了园艺许可证。